# زيث هوغلند
كان كارل زيث «زاتا» كونستانتين هوغلند (29 أبريل 1884 - 13 أغسطس 1956) سياسيًا شيوعيًا سويديًا رائدًا ومعاد للنزعة العسكرية ومؤلفًا وصحفيًا وعمدة (فينانسبورغاراد) ستوكهولم (1940 - 1950).
يمكن أن يُنسب الفضل إلى هوغلند بتأسيس الحركة الشيوعية السويدية. حضر زيث هوغلند العديد من الاجتماعات في روسيا البلشفية وانتُخب عضوًا في اللجنة التنفيذية للكومنترن عام 1922. وفي عام 1926، عاد إلى الحزب الديمقراطي الاشتراكي لكنه اختار تعريف نفسه على أنه شيوعي.

## السيرة الذاتية
بدايات حياته نشأ زيث هوغلند في غوتنبرغ في كنف عائلة من الطبقة المتوسطة الدنيا. كان والده، كارل هوغلند، يعمل تاجرًا للجلود وأصبح فيما بعد صانع أحذية. كان زيث الأصغر بين عشرة أطفال. وكان أيضًا الابن الوحيد، وبالتالي كان لديه تسع شقيقات أكبر منه.
كان والداه شديدي التدين لكن التسلسل الهرمي للكنيسة لم يعجبهما فضلًا عن الطريقة التي يستخدم بها الدعاة والحكومات الدين للتأثير على الشعب. أصبح هوغلند ملحدًا فيما بعد.
الصحوة السياسية في بدايات المدرسة الثانوية، بدأ هوغلند يعتبر نفسه اشتراكيًا، وقرأ، بدلًا من كتبه المدرسية، للاشتراكيين الألمان أمثال كارل ماركس وفرديناند لاسال وفيلهلم ليبكنخت، وللاشتراكيين السويديين أكسل دانيلسون ويالمار برانتينغ. قرأ أيضًا لنيتشه وأوغست سترندبرغ.
تخرج من المدرسة الثانوية عام 1902 بدرجات متوسطة. وسرعان ما حصل على تدريب في دورية غوتنبرغ بوست اليومية الليبرالية وتعين للعمل فيها في خريف ذلك العام.
وفي الخريف نفسه، بدأ هوغلند دراسة التاريخ والعلوم السياسية والأدب في جامعة غوتنبرغ. التقى هناك بفريدريك ستروم، طالبٌ أكبر منه بأربع سنوات، اشتراكي راديكالي بالمثل. بنيا صداقة وثيقة استمرت طوال حياتهما.
وفي مظاهرة عيد العمال عام 1903، تلقى هوغلند وفريدريك ستروم دعوة للتحدث باسم الحزب الديمقراطي الاشتراكي بشأن طلب 8 ساعات عمل في اليوم. استهل هوغلند الخطاب وتلاه ستروم، الذي بدأ فجأة بالتحريض على العمل لمدة 6 ساعات في اليوم، بل ووعد بأربع ساعات عمل في اليوم في مستقبل اشتراكي.
في باريس في صيف عام 1903، قرر هوغلند وفريدريك ستروم الانتقال إلى باريس. تملكهما فضولٌ حول معرفة موطن الثورة الفرنسية الكبرى لعام 1789 والمدينة التي عاش وقاتل فيها أبطالهما جان بول مارات وجورج دانتون ولويس دي سان جوست.
حضرا في باريس عدة تجمعات اشتراكية، كان أهمها عندما تحدث جان جوريس إلى أكثر من 4,000 شخص. حاولا الكتابة بمفردهما وأرسلا مقالات سياسية إلى السويد حيث نُشر بعضها في دوريات مختلفة. وفي أحد الأيام، اكتشف فريدريك ستروم في مكتب البريد أنهما كانا تحت رقابة الشرطة الفرنسية.
كان السويديان يعانيان من الإفلاس تقريبًا. وتوجب عليهما العيش في باريس عيشة متواضعة دون إنفاق الكثير من المال على الطعام. وعندما حل الشتاء تجمدا وتضورا جوعًا. وكانا يأملان في البقاء لفترة أطول، لكنهما قررا العودة إلى السويد. لم يكن لديهما مال لرحلة العودة إلى الوطن، لكن شقيقتا هوغلند، آدا وأليس، أرسلتا لهما المال، وعادا إلى المنزل بحلول عيد الميلاد عام 1903.
الحزب الديمقراطي الاشتراكي السويدي انضم هوغلند إلى الحزب الديمقراطي الاشتراكي السويدي في 1904 وأصبح زعيمًا لحركة شبيبة الحزب. كتب مقالًا بعنوان «فلنجعل الديمقراطية الاشتراكية السويدية الأقوى في العالم».
وفي عام 1905، أبرز هوغلند دعمه الشديد لحق النرويج في تقرير مصيرها واستقلالها عن السويد. وعندما أوضح المحافظون السويديون أنهم على استعداد لإخضاع النرويج بالقوة، كتب زيث هوغلند بيانه: فلتسقط الأسلحة! (نيد ميد فابن!) وأعلن فيه بشكل غير مباشر أنه إذا أُجبر العمال السويديون على خوض حرب مع النرويج، فإنهم، عوضًا عن ذلك، سيوجهون أسلحتهم ضد الطبقة الحاكمة السويدية. دُرأت الحرب، وأصبحت النرويج مستقلة، ولكن نتيجة لتحريضه المناهض للحرب، حُكم على زيث هوغلند بالسجن لمدة ستة أشهر، وقضاها بين منتصف الصيف وعيد الميلاد عام 1906.
وفي عام 1908، لعب هوغلند دورًا فعالًا في تأسيس دورية شيوعية أسبوعية بعنوان ستورم كلوكان (ميقات الثورة)، وتسلم تحريرها.
وفي حين أدانته الطبقة الحاكمة السويدية وسجنته باعتباره متمردًا خطيرًا، حصل هوغلند على تقدير الآخرين. وقد وصفه الاشتراكي الألماني كارل ليبكنخت بالبطل في كتابه العسكرية ومعاداة النزعة العسكرية. وكتب الزعيم الشيوعي الروسي لينين: «إن التحالف الوثيق بين العمال النرويجيين والسويديين، وتضامنهم الطبقي الأخوي التام، اكتُسب من اعتراف العمال السويديين بحق النرويجيين في الانفصال... لقد برهن العمال السويديون أنهم وبالرغم من كل تقلبات السياسة البرجوازية... سيتمكنون من الحفاظ والدفاع عن المساواة الكاملة والتضامن الطبقي لعمال كلا البلدين في النضال ضد البرجوازية السويدية والنرويجية على حد سواء». (حق الأمم في تقرير مصيرها)
في نوفمبر 1912، حضر هوغلند مع أصدقائه السويديين يالمار برانتينغ وتوري نرمان، المؤتمر الطارئ الخاص للأممية الاشتراكية، الذي عُقد في بازل بسويسرا، بسبب اندلاع حروب البلقان. وفي المؤتمر، اتفق زعماء جميع الأحزاب الاشتراكية الأوروبية على الوقوف معًا على المستوى الدولي لمنع أي حروب مستقبلية.
كتب هوغلند مع فريدريك ستروم وهانس سكولد البيان المعادي للنزعة العسكرية ديت بيفاستا فاتيغوست (الحصن الفقير)، الذي وصفوا فيه السويد وانتقدوها باعتبارها حصنًا مسلحًا وبيتًا فقيرًا، حيث كان الشعب بائسًا والحكام ينفقون كل الموارد على التعبئة العسكرية. وكان شعار البيان: لا لصرف كرونة واحدة ولا أوريه واحد على التعبئة العسكرية! ازدراه السياسيون ووسائل الإعلام البرجوازية.
الحرب العالمية الأولى وزيمروالد في عام 1914، حصل هوغلند على مقعد في مجلس النواب بالريكسداغ. ودعا من ذلك المنبر إلى الاشتراكية ومعارضة الرأسمالية والحرب والملكية السويدية. كانت خطابات هوغلند ثورية للغاية، حتى أنها استفزت يالمار برانتينغ، على الرغم من أن العديد من الاشتراكيين الشباب بدأوا برؤية هوغلند زعيمًا حقيقيًا لهم.
وفي عام 1914، عندما اندلعت الحرب العالمية الأولى، مثّل زيث هوغلند مع توري نرمان الأعضاء السويديين والنرويجيين في مؤتمر زيمروالد، الحركة الاشتراكية الدولية المناهضة للحرب التي اجتمعت في قرية زيمروالد السويسرية الصغيرة. والتقى الاشتراكي السويدي الشاب هناك بفلاديمير لينين، وغريغوري زينوفييف، وفاتسلاف فوروفسكي، وكارل راديك، وليون تروتسكي: وشعر زيث هوغلند وتوري نرمان بالعلاقة الوثيقة التي تربطهما مع البلاشفة الروس.
بعودته إلى برن، بعد المؤتمر الذي عُقد في زيمروالد، احتسى زيث هوغلند كأسًا من الشراب مع لينين في إحدى الحانات المحلية. سأل لينين هوغلند عما إذا كان بإمكان منظمة شبيبة الاشتراكية السويدية التبرع ببعض الأموال التي يحتجاها البلاشفة بشدة. عرض هوغلند على لينين بعض المال، وعلى الرغم من أنه كان مبلغًا صغيرًا، إلا أن لينين كان سعيدًا وممتنًا للغاية. أدرك هوغلند بعد ذلك أن الأمر لعله يتعلق بالثقة السياسية أكثر من المال.
وعلى الرغم من أن السويد لم تشارك في الحرب، إلا أن بروباغندا هوغلند المناهضة للحرب كانت كافية لإرساله إلى السجن مرة أخرى بتهمة «خيانة المملكة». وحين كان هوغلند في سجن لانغولمن في ستوكهولم، أنجبت زوجته ابنتهما الثانية.
وفي أبريل 1917، مر لينين وشيوعيون آخرون بستوكهولم من منفاهم في سويسرا أثناء رحلة عودتهم إلى روسيا بعد ثورة فبراير. أراد لينين، الذي استقبله في السويد أوتو غريملوند وتوري نرمان وفريدريك ستروم وكارل ليندهاغن، زيارة هوغلند في السجن. أُعدت الترتيبات اللازمة لذلك، ولكن استمرار الاجتماعات الأخرى وحرص البلاشفة على العودة سريعًا إلى روسيا، حال دون زيارة لينين إلى لانغولمن. ومع ذلك، أرسل الزعيم البلشفي برقية إلى هوغلند يتمنى له القوة ويأمل رؤيته قريبًا مرة أخرى، وقعها لينين وستروم.
أُطلق سراح زيث هوغلند، السجين رقم 172، من سجن لانغولمن في 6 مايو 1917 بعد حبسٍ دام أكثر من 13 شهرًا. وكان في استقباله أصدقاؤه وعائلته وألفان من العمال الذين تجمعوا خارج السجن. وفي نفس يوم إطلاق سراحه، ألقى هوغلند خطابًا في إحدى حدائق ستوكهولم، حيث احتشد الآلاف لسماعه يتحدث عن السلام والاشتراكية والثورة.
ومن روسيا وصلت برقية تقول: «في يوم إطلاق سراحك من السجن، تثني اللجنة المركزية لحزب العمال الاشتراكي الديمقراطي الروسي على شخصكم، مقاتلٌ مخلصٌ ضد الحرب الإمبريالية ومؤيد ثابت العزم للأممية الثالثة». وقعها لينين وزينوفييف.